# Dicky Lockwood
Pour les articles homonymes, voir Lockwood.

a Compétitions nationales et continentales officielles uniquement.

b Matchs officiels uniquement.
Richard Evison « Dicky » Lockwood, né le 11 novembre 1867 à Crigglestone, village dépendant de la City of Wakefield dans le Yorkshire de l'Ouest, en Angleterre, mort le 10 novembre 1915 à Leeds, est un joueur de rugby à XV anglais évoluant au poste de trois-quart pour l'Angleterre. Il joue à quatorze reprises en sélection nationale. Il participe au tournoi britannique 1892 remporté par l'Angleterre en avec la Triple Couronne,.
Il est le capitaine de l'équipe nationale en janvier et février 1894, et en club pour les équipes de Dewsbury (XV), Heckmondwike (XV)/(XIII), et Wakefield Trinity (XIII),. Il change de code et termine sa carrière en pratiquant le rugby à XIII.

## Carrière de rugby à XV
Dicky Lockwood honore sa première cape internationale pour disputer le tournoi britannique en 1887 pour le match d'ouverture face au pays de Galles le 8 janvier 1887 à Llanelli ; la partie est jouée au Stradey Park, pour la première rencontre internationale de rugby à XV sur ce terrain. Une tribune temporaire est érigée pour offrir à l'assistance des places assises et permettre au club de vendre davantage de billets d'entrée à un prix plus élevé. Le jour du match, l'équipe anglaise refuse de jouer, la pelouse étant gelée et impraticable. Le terrain de cricket placé à côté est en meilleure condition et le match s'y déroule avec l'assistance qui s'y déplace. Une partie des spectateurs n'est pas satisfaite, elle n'a plus de place assise et elle a payé plus cher.
Sur les quatorze matches disputés en équipe nationale, Dicky Lockwood l'emporte à huit reprises. Il dispute sa dernière rencontre internationale le 3 février 1894 au Rectory Field de Blackheath pour une opposition Angleterre - Irlande.

## Statistiques en équipe nationale
Dicky Lockwood dispute cinq tournois britanniques et quatorze matches avec l'Angleterre. Il marque 28 points, soit huit transformations et cinq essais.
| Année | Compétition         | Matches | Points | Essais | Transf. |
| 1887  | Tournoi britannique | 3       | -      | -      | -       |
| 1889  | Test match          | 1       | -      | -      | -       |
| 1891  | Tournoi britannique | 2       | 7      | 3      | 2       |
| 1892  | Tournoi britannique | 3       | 9      | -      | 3       |
| 1893  | Tournoi britannique | 2       | -      | -      | -       |
| 1894  | Tournoi britannique | 2       | 12     | 2      | 3       |
| Total | Total               | 14      | 28     | 5      | 8       |